# Unité 2 Feu
Unité 2 Feu est un groupe de hip-hop français,  originaire d’Évry-Courcouronnes, dans l'Essonne. Il est composé des rappeurs Alkpote et Katana. Le groupe publie son premier album studio Haine, Misère Et Crasse en 2006. Le titre de cet album se veut être l'opposé d' Amour, Gloire et Beauté.

## Biographie
Le groupe est formé dans les années 2000 à Évry-Courcouronnes, dans l'Essonne. Il fait ses débuts aux côtés de Ol Kainry, il y a une dizaine d’années. Bercés par le rap East Coast (Queensbridge, Staten Island…), leur univers musical se rapproche de celui de groupes tels que Mobb Deep, Capone-N-Noreaga, Wu-Tang Clan. Au fil de l'existence du groupe, les membres font de multiples apparitions sur des mixtapes et compilations comme Neochrome 3, Néochrome Hallstars, Talents Fâchés 3, La Nocturne, Duos2Choc 2, Têtes Brulées 2… et Mazter Chef. 
En 2006, ils signent avec le label Neochrome, et publient leur premier album intitulé Haine, Misère Et Crasse. Il contient 28 titres, dont 18 inédits, des textes sombres mais réalistes, et une description critique et virulente de la société.

## Discographie
- 2006 : Haine, Misère Et Crasse
- 2008 : La ténébreuse épopée

## Filmographie
- 2008 : Cramé (réalisé par Jean-Pascal Zadi)